# Burnabymeer
Het Burnabymeer (Engels: Lake Burnaby) is een meer nabij de stad Burnaby in de Canadese provincie Brits-Columbia en het belangrijkste onderdeel van het regionaal park Burnaby Lake Regional Park. Het meer bevat veel plant- en diersoorten. In en rond het meer leven ten minste 70 vogelsoorten en nog eens 214 soorten strijken er neer gedurende het jaar. Het park wordt sinds 1977 beheerd door de afdeling parken van het regionaal district Metro Vancouver. Het park is geopend van 8 uur 's morgens tot 9 uur 's avonds tussen de start van de zomertijd en de Dag van de Arbeid en van 8 uur 's morgens tot zonsondergang gedurende de rest van het jaar.

## Geschiedenis

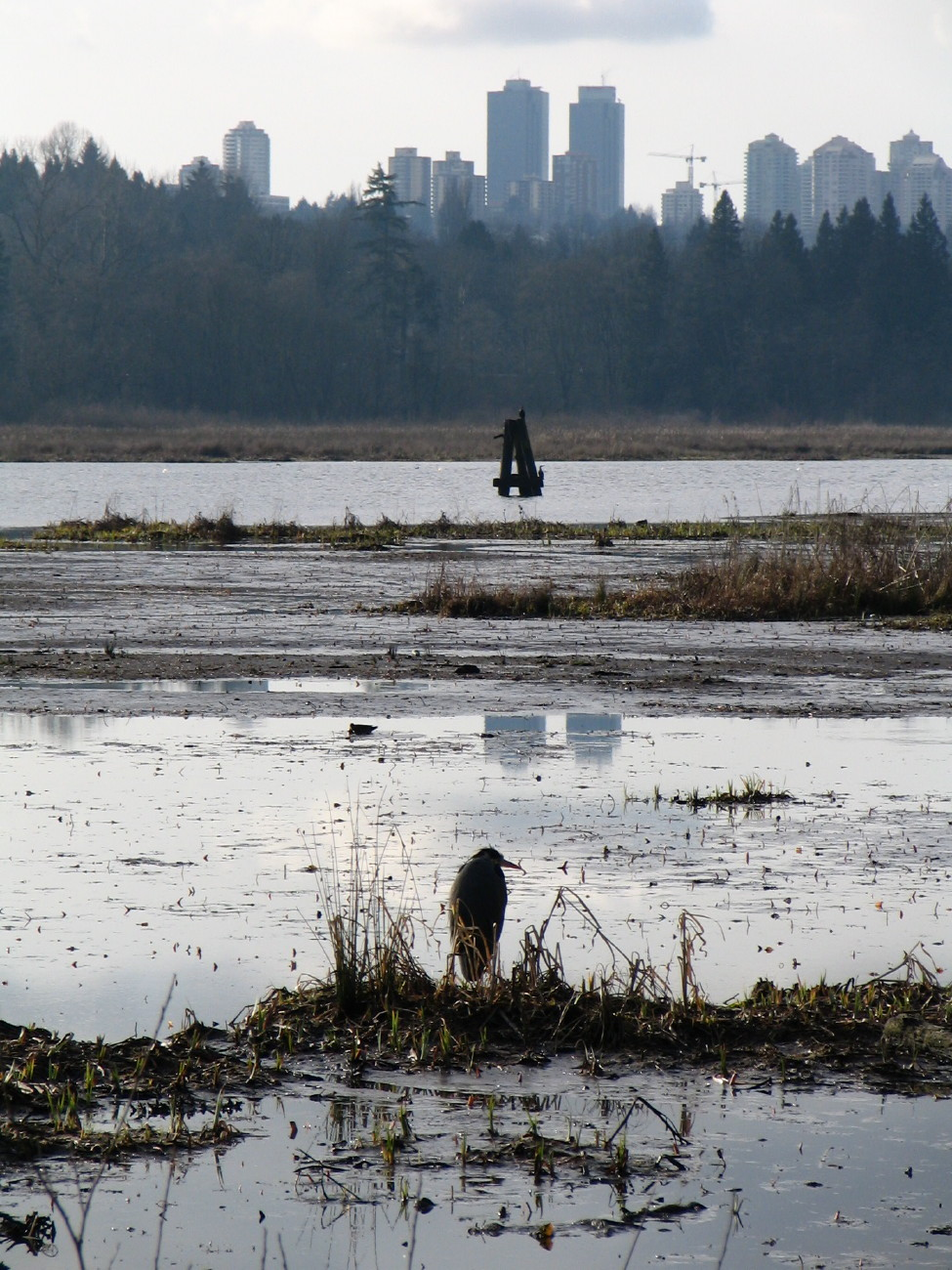
Het Burnabymeer op een bewolkte dag met het winkelcentrum Metrotown op de achtergrond

Burnabymeer is een gletsjermeer, dat ongeveer 12.000 jaar geleden werd gevormd tegen het einde van de laatste ijstijd van het Pleistoceen.
Het meer werd door de Britse koloniale bestuurder Richard Moody vernoemd naar zijn secretaris Robert Burnaby. Volgens een kaart en gegevens van de lokale Heritage Advisory Committee (erfgoedadviseringscommissie) en de Environment and Waste Management Committee (milieu- en afvalbeheercommissie) van de stad Burnaby (1993) begon Moody in maart 1859 met een onderzoek naar de plek van het huidige New Westminster voor een geschikte locatie voor een nieuwe hoofdstad voor de nieuwe kolonie Brits-Columbia. Zijn voorkeur ging met name uit naar deze plek vanwege de mogelijkheid dat zich een zoetwatermeer bevond ten noorden van deze plek. In een brief naar gouverneur James Douglas schreef hij: "Ik hoor nu van de Indianen dat er een meer bestaat... Burnaby en Blake boden onmiddellijk hun diensten aan om het te onderzoeken[...]". Het onderzoeksteam keerde terug met de gegevens over de beide posities en een hydrografische kaart uit 1860 toont het Burnabymeer en de rivier de Brunette. In de late 19e eeuw werden er een aantal zaagmolens gebouwd.

## Geografie
Het meer bevindt zich ten oosten van het stadhuis van Burnaby en grenst aan de Highway 1 in het zuiden en een spoortracé van de CN in het noorden. Vroeger liep er ook een interstedelijke spoorlijn aan de zuidzijde van het meer (tussen New Westminster en Vancouver).
Het meer wordt gevoed door de kreken Still, Eagle en het Deermeer. Het meer stroomt aan oostzijde uit in de rivier de Brunette, die weer uitstroomt in de rivier de Fraser.

## Ecologie

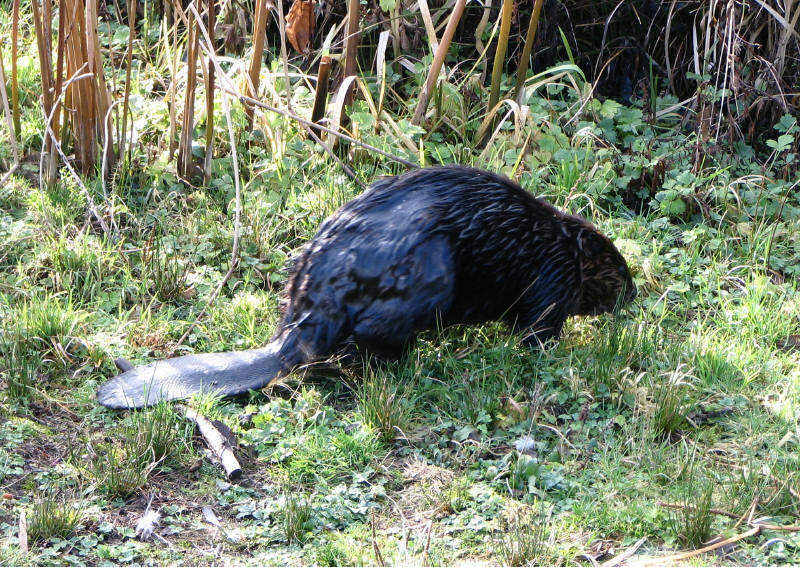
Een oude bever bij het meer

wilde eend met jongen aan de oever

Het Burnabymeer telt ruim 400 soorten planten, vogels, vissen, zoogdieren, reptielen en amfibieën. De begroeiing rond in en rond het meer wordt gedomineerd door soorten als blaasjeskruid, lisdodden en cypergrassen en langs de randen van de moerassen groeien bladverliezende bomen. Coniferen groeien op grotere afstand van het meer. Vogels die het meer aandoen op hun tochten omvatten onder andere de Amerikaanse blauwe reiger, Amerikaanse zeearend, visarend en de groene reiger. Vroeger kwamen er ook zwarte beren voor.
Het meer vangt giftige stoffen op die worden aangevoerd via de kreek Still, waarbij deze de uitstromende rivier Brunette beschermd. Als gevolg van grote hoeveelheden sedimenten, veenmos, verrottende planten en waterlelies in het meer kan er niet worden gezwommen.
Omdat veel straatkolken uitkomen op het meer en de Brunette is door de autoriteiten de Cariboodam aangelegd in de Brunette die de stroomsnelheid moet beheersen om overstromingen in tijden van zware regenperiodes stroomafwaarts te voorkomen.

## Activiteiten op en rond het meer

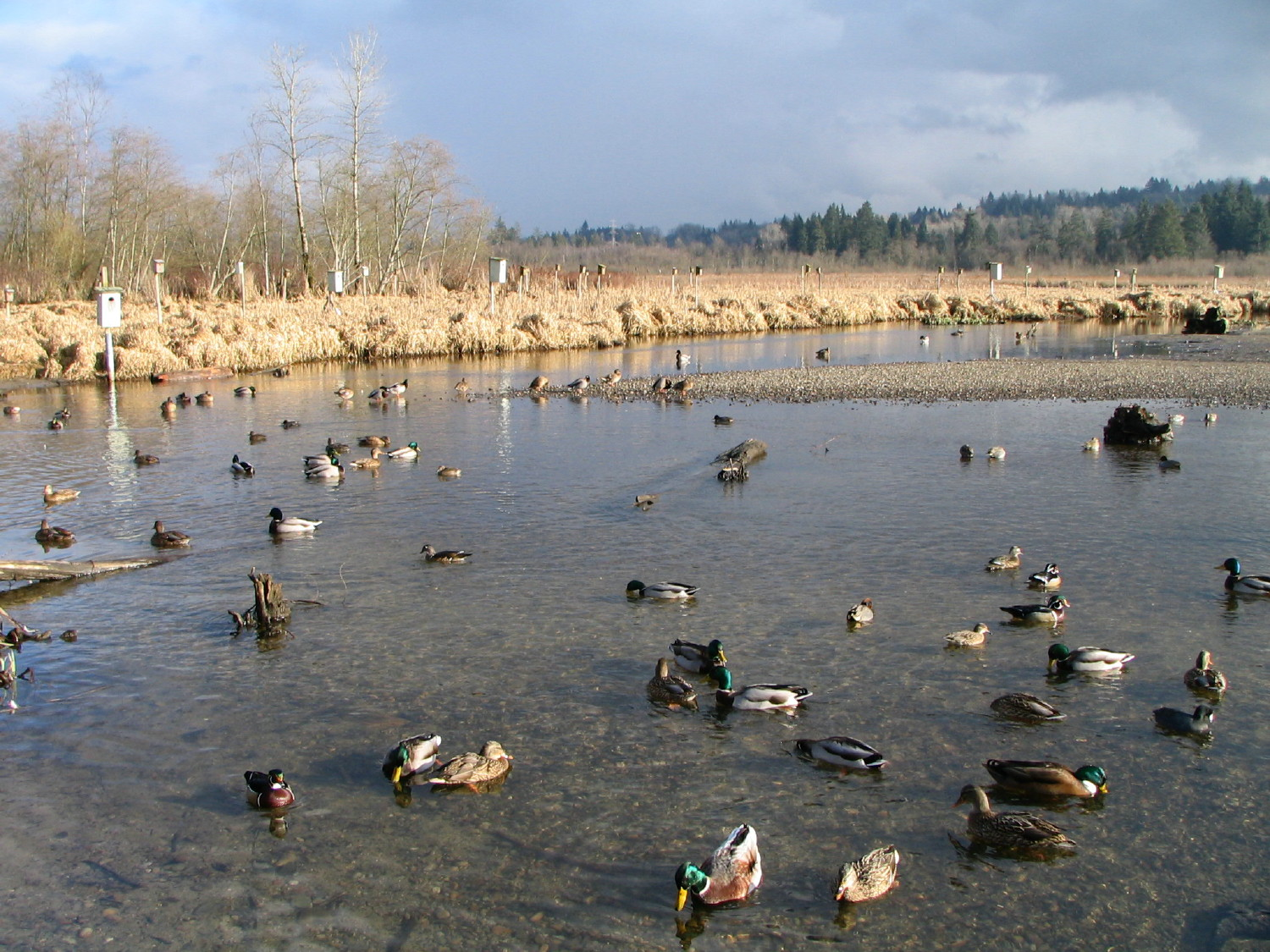
Burnabymeer gezien vanaf de Piper Spit-pier

Het meer is populair bij vogelaars en trekkers. Hiervoor is 19 kilometer aan wandel- en trekroutes uitgezet rond het hele meer. Bij het meer bevindt zich het centrum voor paardensport van Burnaby en aan de zuid- en oostzijde van het meer bevindt zich 6 kilometer aan ruiterpaden. Het meer wordt gebruikt voor kanovaren, roeien en kajakken, waarvoor zich een kano- en kajakclub en een roeiclub bevinden in het Burnaby Lake Pavilion aan de westzijde van het meer.
Door dichtslibbing is de diepte van het meer afgenomen en daardoor niet meer geschikt voor wedstrijdroeien. De ecologische balans is verstoord en delen lopen gevaar te verworden tot moddervlakte of drasland. De stad Burnaby heeft plannen om het meer uit te baggeren, waarvoor de provincie 10 miljoen Canadese dollar beschikbaar heeft gesteld in 2008.